# X edició dels Premis Ariel
La X edició dels Premis Ariel, organitzada per l'Acadèmia Mexicana d'Arts i Ciències Cinematogràfiques (AMACC), es va celebrar el 1955 per celebrar el millor del cinema durant l’any anterior

## Premis i nominacions[1]
Nota: Els guanyadors estan llistats primer i destacats en negreta.⭐
| Millor pel·lícula - Los Fernández de Peralvillo – Alianza Cinematográfica ⭐ - Orquídeas para mi esposa – Cinematográfica Filmex S.A - Sombra verde- Producciones Calderón SA | Millor direcció - Alejandro Galindo -Los Fernández de Peralvillo⭐ - Alejandro B. Crevenna – Orquídeas para mi esposa - Roberto Gavaldón – Sombra verde        |
| Millor actor - Víctor Parra – Los Fernández de Peralvillo ⭐ - Pedro López Lagar – El gran autor - Pedro Armendáriz – La rebelión de los colgados                             | Millor actriu - Marga López – La entrega ⭐ - María Félix – Camelia - Libertad Lamarque – Cuando me vaya                                                       |
| Millor coactuació masculina - Jorge Martínez de Hoyos – Sombra verde ⭐ - Andrés Soler – Los Fernández de Peralvillo - René Cardona – Nuevo amanecer                          | Millor coactuació femenina - Amanda de Llano – La rebelión de los colgados ⭐ - Magda Guzmán – La duda - Carmen Montejo – La infame                            |
| Millor actor de repartiment - Jaime Fernández – La rebelión de los colgados ⭐ - Carlos Riquelme – El joven Juárez - Eulalio González – Píntame angelitos blancos             | Millor actriu de repartiment - Leonor Llausas – Los Fernández de Peralvillo ⭐ - Prudencia Grifell – Cuando me vaya - Emma Rodríguez – Romance de fieras       |
| Millor argument original - Juan Durán y Casahonda – Los Fernández de Peralvillo⭐ - Julio Alejandro – El gran autor - Carlos Orellana, Ismael Rodríguez – Maldita ciudad      | Millor guió adaptat - Marco Aurelio Galindo – Los Fernández de Peralvillo ⭐ - Julio Alejandro – El gran autor - Edmundo Baez – Orquídeas para mi esposa       |
| Millor fotografia - Alex Phillips – Sombra verde ⭐ - Rosalío Solano – Dos mundos y un amor - Raúl Martínez Solares – Retorno a la juventud                                   | Millor edició - Gloria Schoemann – La rebelión de los colgados ⭐ - Gloria Schoeman – Los Fernández de Peralvillo - Fernando Martínez Álvarez – Maldita ciudad |
| Millor escenografia - Jesús Bracho – Retorno a la juventud ⭐ - Edward Fitzgerald – Dos mundos y un amor - Jorge Fernández – El gran autor                                    | Millor música de fons - Manuel Esperón– Cuando me vaya ⭐ - Antonio Díaz Conde – La rebelión de los colgados - Raúl Lavista – Retorno a la juventud            |
| Millor so - José B. Carles – La rebelión de los colgados ⭐ - Manuel Topete – Los Fernández de Peralvillo - Luis Fernández – Retorno a la juventud                            | Millor actuació infantil - Titina Romay – Píntame angelitos blancos ⭐ - Jaime González Quiñones – As negro - José Romay – Píntame angelitos blancos           |
| Millor actuació juvenil - Maricruz Olivier – Orquídeas para mi esposa ⭐ - Álvaro Ortiz – Maldita ciudad - Martha Mijares – Maldita ciudad                                    | Pel·lícula de major interès nacional - El joven Juárez – Emilio Gómez Muriel ⭐                                                                                |

## Premis i nominacions múltiples
| Pel·lícula                  | Nominacions | Premis |
| --------------------------- | ----------- | ------ |
| Los Fernández de Peralvillo | 3           | 6      |
| Orquídeas para mi esposa    | 3           | 1      |
| Sombra verde                | 2           | 2      |
| La entrega                  | 1           | 0      |
| El gran autor               | 4           | 0      |
| La rebelión de los colgados | 2           | 4      |
| Camelia                     | 1           | 0      |
| Cuando me vaya              | 2           | 1      |
| Nuevo amanecer              | 1           | 0      |
| La duda                     | 1           | 0      |
| La infame                   | 1           | 0      |
| Píntame angelitos blancos   | 2           | 1      |
| El joven Juárez             | 1           | 1      |
| Romance de fieras           | 1           | 0      |
| Maldita ciudad              | 4           | 0      |
| Dos mundos y un amor        | 2           | 0      |
| Retorno a la juventud       | 3           | 1      |
| As negro                    | 1           | 0      |